# کبوتر-کوکوی تاج‌دار
کبوتر-کوکوی تاج‌دار (نام علمی: Reinwardtoena crassirostris) نام یک گونه از تیره کبوتران است.